# Полет 403 на „Еър Индия“
Полет 403 на „Еър Индия“ е редовен международен пътнически полет от международното летище „Куала Лумпур“, Куала Лумпур, Малайзия, до летище Сахар, Бомбай, Индия, управляван от „Еър Индия“. На 21 юни 1982 г. самолетът „Боинг 707-437“, който изпълнява полета, се разбива след твърдо кацане по време на дъждовна буря на летище Сахар. При катастрофата фюзелажът се взривява и от 111 души на борда, 2 от 12 членове на екипажа и 15 от 99 пътници са убити.
Това е първият реактивен самолет, въведен във флота на азиатска авиокомпания. Индийско обществено разследване установява, че вероятната причина за инцидента е „Умишлено намаляване на мощността на двигателя от пилота 12 секунди преди първия удар поради непознаване на височината, водещо до висока скорост на снижаване, много тежко кацане...“.